# 亨利二世 (羅伊斯-上格賴茨)
亨利二世（德語：Heinrich II.，1696年2月4日—1722年11月17日），羅伊斯-上格賴茨伯爵，1696年至1722年在位。

## 家庭
1715年，亨利二世與波茲梅爾的夏洛特·索菲結婚，兩人共有3子1女：
1. 亨麗埃特·艾爾德穆達（1716年—1719年），夭折
2. 亨利八世（1718年—1719年），夭折
3. 亨利九世（1718年—1723年），夭折
4. 亨利十一世（1722年—1800年），羅伊斯-格賴茨親王